# Движение за независимость Чехословакии
Маффия (чеш. Maffie) или же Движение за независимость Чехословакии («Чешская мафия») — подпольная организация, основная сила чешского внутреннего сопротивления во время Первой мировой войны, оппозиционно настроенная по отношению к Австро-Венгрии.
Была создана в 1915 году (по другим данным, ранее). Занималась распространением антигабсбургских настроений, сбором и передачей разведданных для стран Антанты. Название «Маффия» было выбрано в честь сицилийской организации, известной как Мафия.

## История
Происхождение названия происходит из редакции журнала «Время» (чеш. Čas), где в группе редакторов возникло это название ещё до Первой мировой войны. После отъезда профессора Томаша Гаррига Масарика за границу в декабре 1914 года, была образована организация под названием «Маффия». Её целью с самого начала была поддержка зарубежных мероприятий Томаша Гаррига Масарика. Маффия последовательно занимала антиавстрийские позиции и позицию поддержки стран Антанты. В марте 1915 года в президиум организации вошли Эдвард Бенеш, Карел Крамарж, Алоис Рашин, Йозеф Шейнер и Пршемысл Шамал.
В сентябре 1915 года, после вынужденной эмиграции Эдварда Бенеша, ареста Карела Крамаржа и главы Соколов Йозефа Шейнера, главой организации стал Пршемысл Шамал. Шейнер и Крамарж были вместе этапированы в тюрьму в Вене. Поводом для ареста Шейнера стала его деятельность в славянофильских организациях, поддержание контактов в славянских странах и США, а также дело с удостоверениями личности, которые были у «Соколов» на русском фронте. Шейнер был освобожден 21 июля 1915 года за отсутствием улик. Его обвинение также стало одной из причин официального прекращения деятельности Сокольского движения в ноябре 1915 года. В 1916 году австрийский суд приговорил Крамаржа к смертной казни за государственную измену и шпионаж. В ноябре 1916 года император Франц Иосиф I заменил этот приговор пожизненным заключением. После смерти Франца Иосифа, император Карл I, проводивший дружественную политику по отношению к славянам, амнистировал всех осужденных по этому процессу, и в 1917 году Крамарж и Рашин были освобождены.
Во время войны, деятельность организации была связана с деятельностью Чехословацкого национального совета (созданого в 1916 году в Париже), а ближе к концу войны — и с деятельностью Национального комитета Чехословакии, который был создан в июне 1918 года. Для передачи важных сообщений они создали так называемую «Сигнализацию» — сеть телефонистов, велосипедистов и бегунов. Для передачи информации между заграничной и местной частями организации была создана сеть тайных курьеров. Одной из таких курьеров была известная оперная певица Эмма Дестинова. В сентябре 1918 года организация готовилась к бескровному военному перевороту и последующему захвату власти на территории Королевства Богемия.
После создания Чехословацкого государства организация была распущена.